# فيلة طائرة
فيلة طائرة (بالإنجليزية: Flying Elephants) هو فيلم كوميدي صامت صدر في سنة 1928 يظهر فيه ستان لوريل وأوليفر هاردي كرجال كهوف (قبل أن يصبحا الفريق الشهير لوريل وهاردي).

## الإنتاج والتوزيع
الفيلم صدر في فبراير 1928 إلا أن تصويره كان في مايو 1927 قبل إنشاء الثنائي كفريق كوميدي شهير على مستوى العالم، ونتيجة لذلك فالفيلم يفتقد إلى العلامة التجارية للوريل وهاردي ويتكون معظمه من أداء منفرد للكوميديين الاثنين.

## طاقم التمثيل
- ستان لوريل
- أوليفر هاردي
- جيمس فينلايسون
- إدنا ماريون
- دوروثي كوبيرن
- ڤيولا ريتشارد
- فاي لانفير
- بود فاين
- تايني ساندفورد
- ليو ويليس

## وصلات خارجية
- فيلة طائرة على موقع IMDb (الإنجليزية)
- فيلة طائرة على موقع Turner Classic Movies (الإنجليزية)
- فيلة طائرة على موقع أول موفي (الإنجليزية)
- فيلة طائرة على موقع فيلمافينيتي (الإسبانية)
- فيلة طائرة على موقع قاعدة بيانات الفيلم (الإنجليزية)
- فيلة طائرة على موقع ليتربوكسد (الإنجليزية)
- فيلة طائرة على موقع كينوبويسك (الروسية)